# Zapasy na Igrzyskach Panarabskich 2023
Turniej zapasów na igrzyskach panarabskich w 2023 odbył się w dniach 9-11 lipca w La Coupole d’Alger Arena w Dély Ibrahim w Algierze.

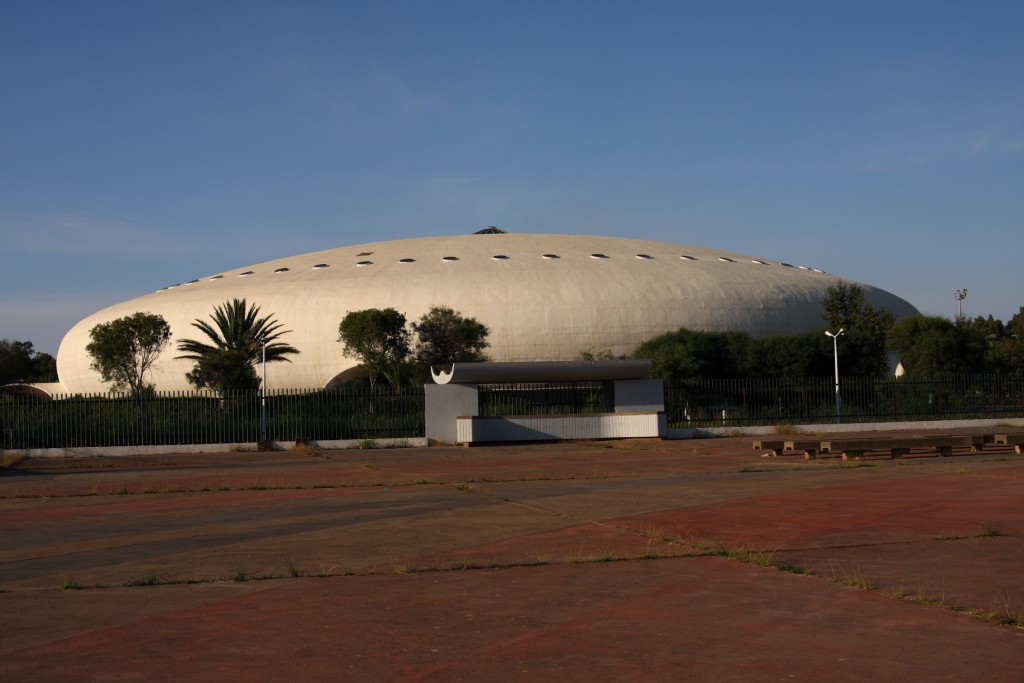
Hala

## Tabela medalowa
Gospodarz zawodów został zaznaczony kolorem.
|   | Państwo          |    |    |    | Razem: |
| - | ---------------- | -- | -- | -- | ------ |
| 1 | Algieria         | 9  | 8  | 2  | 19     |
| 2 | Irak             | 6  | 9  | 3  | 18     |
| 3 | Tunezja          | 3  | 1  | 4  | 8      |
| 4 | Syria            | 2  | 1  | 5  | 8      |
| 5 | Jordania         | 0  | 1  | 3  | 4      |
| 6 | Arabia Saudyjska | 0  | 0  | 2  | 2      |
| 7 | Palestyna        | 0  | 0  | 1  | 1      |
|   | razem:           | 20 | 20 | 20 | 60     |

## Wyniki mężczyźni

### styl wolny
| Waga   | Złoto:             | Srebro:                | Brąz:                |
| 57 kg  | Khattab Al-Ani     | Salaheddine Kateb      | Ibrahim Altabbaa     |
| 61 kg  | Abdelhak Kherbache | Shaheed Al-Khalifa     | Abdullah Assaf       |
| 65 kg  | Mohammed Kareem    | Zoheir Iftene          | Farouk Jelassi       |
| 70 kg  | Ali Al-Obaidi      | Abderrahmane Benaissa  | Mohamed Ali Zorgui   |
| 74 kg  | Yousif Al-Dulaimi  | Abdelkader Ikkal       | Orts Isakov          |
| 79 kg  | Chems Fetairia     | Mustafa Al-Jamie       | Alaa Abchrafe        |
| 86 kg  | Yanaal Baraze      | Fatih Bin Faradżallah  | Issa Al-Obaidi       |
| 92 kg  | Wali Eddine Kebir  | Mhd Feda Aldin Al-Asta | Abdulkareem Abuidaij |
| 97 kg  | Muhammad as-Sadawi | Fadi Rouabah           | Ibrahim Fallatah     |
| 125 kg | Omar Sarem         | Ahmed Al-Jamie         | Hamza Rahmani        |

### styl klasyczny
| Waga   | Złoto:               | Srebro:           | Brąz:                     |
| 55 kg  | Saajad Albidhan      | Mohamed Dridi     | Hassan Mohammed Al-Harthi |
| 60 kg  | Ali Albidhan         | Mohamed Hkiri     | Abdelkarim Fergat         |
| 63 kg  | Abdeldjebar Djebbari | Karrar Albeedhan  | Muhamad Fwaz              |
| 67 kg  | Ishak Ghaiou         | Mohammed Al-Saedi | Ammar Al-Tahan            |
| 72 kg  | Abdelmalek Merabet   | Taha Al-Salihi    | Mohamad Al-Obeid          |
| 77 kg  | Sami Slama           | Akram Budżamalin  | Ali Al-Aboda              |
| 82 kg  | Abdelkrim Ouakali    | Sultan Eid        | Hussein Albidhan          |
| 87 kg  | Bachir Sidazara      | Abbas Al-Tameemi  | Yahia Hussein Abu Tabikh  |
| 97 kg  | Adam Budżamalin      | Ali Al-Kaabi      | Mohamed Missaoui          |
| 130 kg | Amine Guennichi      | Ali Al-Sharuee    | Hichem Kouchit            |